# 석학회원
석학회원(碩學會員, fellowship 펠로우십[*])이란 학회의 회원(member) 중 상호 지식추구에 함께하는 사람을 말한다. 석학회원 자격은 보통 학자에게 상으로 주어지거나 석박사 대상 장학금의 형태를 갖는다.
의료계에서 "펠로우"란 전임의를 말한다.

## 종류
- 시간강사 지원 프로그램
- 객원교수 지원 프로그램
- 해외교환 지원 프로그램
- 석좌교수 지원 프로그램

## 같이 보기
- 스콜라십(장학금)

## 참고 문헌
- https://www.scholarships.com/financial-aid/college-scholarships/scholarships-by-type/academic-scholarships-and-merit-scholarships/
- http://www.ibric.org/myboard/read.php?Board=isori&id=37184
- http://www.hibrain.net/hibrainWebApp/servlet/AbroadManager;jsessionid=cbf601fa30d5a5202c256e4a4240bf47ac32e6e59fed.e34Nch4ObNeMb40Tbx8KbxuRbxz0n6jAmljGr5XDqQLvpAe?abroadCmd=view&abroad_id=23774&p_id=0&group_id=23774&cnt_reply=8&list_type=country&country_id=5&page=28%5B깨진+링크(과거+내용+찾기)%5D